# Dicranomyia unijuga
Dicranomyia unijuga là một loài ruồi trong họ Limoniidae. Chúng phân bố ở miền Australasia.